# Sedina buettneri
Sedina buettneri là một loài bướm đêm trong họ Noctuidae.